# Флуд, Энн
Энн Флуд (англ. Ann Flood; 12 ноября 1932, Куинс, Нью-Йорк — 7 октября 2022, Стамфорд) — американская актриса мыльных опер. Она наиболее известна благодаря своей роли Нэнси Поллок Карр в дневной мыльной опере «На пороге ночи», где она снималась на протяжении двадцати двух лет, с 1962 по 1984 год, вплоть до закрытия шоу. Эта роль принесла ей две номинации на дневную премию «Эмми» за лучшую женскую роль.

## Биография
Флуд дебютировала на Бродвее в 1954 году и вскоре переместилась на радио, а затем и телевидение, где провела всю свою карьеру снимаясь в дневных мыльных операх. С 1958 по 1961 год она снималась в недолго просуществовавшей мыльной опере «Из этих корней», прежде чем присоединиться к «На пороге ночи». Когда шоу завершилось, Флуд дебютировала в прайм-тайм, появившись в двух эпизодах ситкома «Шоу Косби», а затем сыграла малую роль в фильме «Мистическая пицца». В дальнейшем она вернулась к мыльным операм с ролями злодейки в «В поисках завтрашнего дня» и светских дам в «Другой мир», «Одна жизнь, чтобы жить» и «Как вращается мир». С 1987 по 1990 год она играла роль злобной матери в «Все мои дети».
С 1952 года, Флуд была замужем за медиамагнатом Хербом Гранатом, с которым они познакомились в ходе их совместной работы на NBC.
Скончалась 7 октября 2022 года.

## Мыльные оперы
- From These Roots (1958—1961)
- На пороге ночи (1962—1984)
- В поисках завтрашнего дня (1986)
- Другой мир (1986—1987)
- Все мои дети (1987—1990)
- Одна жизнь, чтобы жить (1990—1991)
- Как вращается мир (1992)